# Repetitie (theater)
Een repetitie is het oefenen van een voorstelling of uitvoering. Bij een repetitie worden bepaalde handelingen ingeoefend, gerepeteerd, zodat deze zonder nadenken kunnen uitgevoerd worden. De laatste repetitie is de generale repetitie, vaak gevolgd door de première.
Repetities zijn nodig voor muziek, theater, dans, film, lezingen en shows. Muzikanten repeteren vaak in een repetitiekot of repetitieruimte. Dit kan gewoon in huis zijn in een ruimte waar de akoestiek en geluidsisolatie goed zijn of in een gehuurde repetitieruimte die hiervoor speciaal ingericht is. 
Repeteren kan ook op grote schaal, repetities van een koor of orkest gebeuren met heel de groep, begeleid door een koorleider of dirigent. Acteurs studeren hun eigen teksten in, maar repetities met de tegenspelers zijn noodzakelijk. Hoe verder gevorderd in een repetitie hoe meer aspecten erbij komen, zoals licht- en geluidtechniek, kostuums, kledij, make-up en rekwisieten. 